# Crystal Bayat
Crystal Bayat (Kabul, 1993) è un'attivista afghana, conosciuta come la ragazza con la bandiera afghana, sostenitrice dei diritti umani e nota per le sue proteste contro l'acquisizione del potere da parte dei talebani.

## Biografia
Bayat è nata a Kabul ed è un membro della tribù Bayat, una minoranza etnica turca. Sua madre è una ginecologa e suo padre lavora per il Ministero degli affari interni. Bayat ha ricevuto una borsa di studio dall'Indian Council for Cultural Relations e si è laureata in scienze politiche al Daulat Ram College nel 2019. Ha conseguito un master presso l'Istituto delle Nazioni Unite a Delhi.
Nel giorno dell’indipendenza dell’Afghanistan, il 19 Agosto 2021, Bayat è scesa in piazza a Kabul, con altre sei donne coraggiose, per manifestare contro i guerriglieri: "li ho visti sparare su di noi".
Bayat ha quasi la stessa età della durata l’occupazione militare del suo Paese da parte delle truppe occidentali.
Ha sfilato per le strade di Kabul con la bandiera che inutilmente i talebani le avevano ordinato di buttare via. Infatti dal giorno in cui i talebani hanno preso il controllo, l’innalzamento della bandiera afghana è diventato un atto di resistenza. Bayat: "La bandiera nazionale significa orgoglio nazionale. E sventolare questa bandiera significa appoggiare la nostra Costituzione!". Insieme ad altre sei giovani donne, e a vari uomini (in totale i manifestanti erano circa 200), Bayat ha camminato per le strade di Kabul per gridare il suo amore per la Repubblica afgana e per chiedere il rispetto dei diritti delle donne. Ha sfidato i talebani in mezzo alla strada, portando sopra la testa la bandiera afgana verde, nera e rossa.
Bayat: "La nostra bandiera è la nostra identità! Mi hanno detto: sei una donna, devi stare a casa. Perché una brava donna sta a casa e non esce. Così ho risposto loro che noi donne abbiamo il diritto di uscire da casa e prendere parte a tutte le sfere della società. Mi hanno detto: ti stai sbagliando. Ho replicato che mia madre usciva di casa per andare a lavorare tutti i giorni… Uno dei manifestanti è venuto in mia difesa. Gli hanno puntato una pistola alla spalla e lo hanno spinto via. Gli hanno preso il cellulare e l’hanno rotto. 
È stato terribile per me… Ho perso ogni speranza. E ho avuto come uno shock. In quel momento, mi sono resa conto che i talebani non erano cambiati. Ancora non credono nella libertà e non rispettano i diritti dei cittadini. Sono rimasti gli stessi del 1996.
I talebani ci urlavano: ragazzini, sarete liberi ancora solo per 20 giorni. Quindi ho deciso che volevo solo usare questi 20 giorni e alzare la mia voce! Così non mi sono inchinata davanti a loro e ho continuato a camminare e abbiamo marciato, per le strade di Kabul, con le bandiere dell’Afghanistan".
Bayat, dopo questa manifestazione, è subito diventata il volto delle proteste delle donne contro i talebani nell’Afghanistan dilaniato dalla guerra.
Sta incoraggiando le donne afghane a mobilitarsi, a rivendicare i propri diritti democratici.

## Carriera
Dopo essere tornata in Afghanistan nel 2020, Bayat ha avviato il gruppo per i diritti civili, Justice and Equality Trend, e la Crystal Charity Foundation, un'organizzazione di beneficenza a tutela dei bambini afghani. È molto attiva nelle proteste contro i talebani. 
Scrive su testate nazionali e internazionali; cura una rubrica di cronaca e attualità sul periodico telematico Aleph & other Tales dal titolo La ragazza con la bandiera afghana.
Bayat è Creative Writer presso The Third Way (Rahe Sevoom), una rivista afghana fondata in Europa, con sede a Oslo, in Norvegia. L'obiettivo principale di questa rivista è mettere in contatto gli immigrati afghani di tutto il mondo con i talenti e gli autori afghani. 
Il 7 dicembre 2021, Crystal Bayat è stata nominata nella lista BBC 100 Women, 2021 per il suo attivismo indifesa dei diritti umani, e per aver ricoperto un ruolo di primo piano nelle proteste contro l'acquisizione del potere dei talebani nel 2021.